# Mihail Boico
Mihail Boico (născut Mayer Rosner alias „Bibi“) (n. 26 martie 1912, comuna Frasin, județul Suceava – d. 10 aprilie 1972, București) a fost un general român de securitate, care a îndeplinit funcția de comandant al Comandamentului Trupelor de Grăniceri (1950-1952).

## Biografie
Mihail Boico s-a născut, după spusele sale, la data de 26 martie 1912, în comuna Frasin din județul Suceava, dar nu figurează în actele de stare civilă ale localității . Conform fișei de evidență ca ilegalist (nr. 14706/ dosar 122279/ , completată de Mihail Boico la data de 29 ianuarie 1952, s-a născut la  26 decembrie 1912 Frasin, Câmpulung, Romania, cu numele de Meir ROSNER, fiul lui Meyer ROSNER.  Era de origine evreiască și și-a exprimat convingerile comuniste încă din 1931 . A participat ca voluntar în cadrul Brigăzilor Internaționale din Spania (1936-1939) și apoi în Armata Roșie (1941-1944).
În anul 1944, cu gradul de căpitan, Mihail Boico a fost numit locțiitor politic de batalion de infanterie în cadrul Diviziei 1 Infanterie voluntari "Tudor Vladimirescu", iar în aprilie 1945 a fost numit locțiitor politic al comandantului Regimentului 6 Infanterie voluntari, fiind avansat la gradul de maior în august 1945.
Începând din anul 1946, activează în cadrul Brigăzii Mobile din Direcția Generală a Siguranței Statului. În iunie 1947 a fost avansat la gradul de locotenent-colonel și apoi, în octombrie 1948, la cel de colonel. După proclamarea Republicii Populare Române, lt-col. Mihail Boico a îndeplinit funcțiile de locțiitor politic (decembrie 1947 - decembrie 1950) și comandant al Comandamentului Trupelor de Grăniceri (30 decembrie 1950 - 1 noiembrie 1952). Între timp, a fost înaintat la gradul de general-maior de securitate (cu o stea) la 23 august 1949.
A fost trecut în rezervă la data de 1 noiembrie 1952, fiind sancționat cu vot de blam cu avertisment ca membru al "grupului fracționist" al Anei Pauker . A îndeplinit apoi, pentru o perioadă de timp, funcția de Director-adjunct al Uzinelor "23 August" din București.
Generalul (r) Mihail Boico a încetat din viață la data de 10 aprilie 1972, în municipiul București.
A fost căsătorit cu Cristina Luca Boico, sora mamei istoricului Vladimir Tismăneanu. Soția sa a făcut parte din Rezistența franceză și a fost înalt funcționar în cadrul Ministerului Afacerilor Externe până în 1952, când a fost destituită și ea la fel ca și soțul său.

## Distincții
- Ordinul „Tudor Vladimirescu” clasa a II-a (4 mai 1971) „cu prilejul aniversării a 50 de ani de la constituirea Partidului Comunist Român, [...] pentru activitate îndelungată în mișcarea muncitorească și merite deosebite în opera de construire a socialismului”[7]